# Корінна Марія Сергіївна
Марія Сергіївна Корінна (нар. 12 вересня 1985, м. Суми) — українська акторка, артистка драми, провідний майстер сцени Сумського національного академічного театру драми та музичної комедії ім. Михайла Щепкіна. Заслужена артистка України (2025).

## Життєпис
Народилася у акторській сім’ї заслужених артистів України Сергія та Тамари Корінних. Після школи вступила до Сумського вищого училища мистецтв і культури ім. Дмитра Бортнянського, у 2006 році закінчила навчання. 
Одружена з артистом-вокалістом Петром Челялі. Має доньку Міреллу.

## Театр

Марія Корінна з чоловіком Петром Челялі

З дитинства брала участь у виставах. У 1986 році до Сумського обласного академічного театру драми та музичної комедії ім. Михайла Щепкіна на гастролі приїздила актриса театру і кіно Наталія Варлей. Акторка познайомилася з родиною Корінних і тримаючи на руках Марію передрекла їй акторське майбутнє. На другому курсі Марія вже працювала в Сумському обласному академічному театрі драми та музичної комедії ім. Михайла Щепкіна. У тому ж році виповнилося 10 років, як вона працює на театральній сцені.

## Ролі у театрі
- «Сім'я Кайдашів» — Мелашка
- «Новорічні пригоди кицьки Глаші» — Снігуронька
- «Дайте бабусі вічний спокій» — Ресторан
- «Чумаки» — Ярина
- «Дочки-матери» — Катя
- «Ревізор» — Марія Антонівна
- «Летюча миша» — Дама Орловського
- «Нічні дебати» — Гледіс
- «Остання жінка сеньйора Хуана» — Кончітта
- «У неділю рано зілля копала» — Настка
- «Дядя Ваня» — Соня
- «Майська ніч» — Галя
- «По-модньому» — Наталка
- «Вовчиха» — Маринка
- «Новорічна інтермедія» — Снігуронька
- «Яремина любов» — Оленка
- «Трохгрошова опера» — Поллі Пічем
- «Новорічний подарунок» — Настуся
- «Тартюф» — Маріана
- «За двома зайцями» — Галя
- «Була собі Сироїжка» — І поганка
- «Влюблённый щенок» — Оксана